# Bugulina
Bugulina is een mosdiertjesgeslacht uit de familie van de Bugulidae en de orde Cheilostomatida

## Soorten
- Bugulina angustiloba (Lamarck, 1816)
- Bugulina aquilirostris (Ryland, 1960)
- Bugulina avicularia (Linnaeus, 1758)
- Bugulina borealis (Packard, 1863)
- Bugulina calathus (Norman, 1868)
- Bugulina californica (Robertson, 1905)
- Bugulina carvalhoi (Marcus, 1949)
- Bugulina ditrupae (Busk, 1858)
- Bugulina eburnea (Calvet, 1906)
- Bugulina flabellata (Thompson in Gray, 1848)
- Bugulina foliolata (Vieira, Winston & Fehlauer-Ale, 2012)

- Bugulina fulva (Ryland, 1960)
- Bugulina longirostrata (Robertson, 1905)
- Bugulina multiserialis (d'Orbigny, 1841)
- Bugulina pedata (Harmer, 1926)
- Bugulina pugeti (Robertson, 1905)
- Bugulina simplex (Hincks, 1886) = geel vogelkopmosdiertje
- Bugulina spicata (Hincks, 1886)
- Bugulina stolonifera (Ryland, 1960) = vogelkopmosdiertje
- Bugulina tricuspis (Kluge, 1955)
- Bugulina turbinata (Alder, 1857)